# Dimancheville
Dimancheville é uma comuna francesa na região administrativa do Centro, no departamento Loiret. Estende-se por uma área de 2,34 km². Em 2010 a comuna tinha 117 habitantes (densidade: 50 hab./km²).